# Муеряска
Муеряска (рум. Muereasca) — село у повіті Вилча в Румунії. Входить до складу комуни Муеряска.
Село розташоване на відстані 163 км на північний захід від Бухареста, 10 км на північний захід від Римніку-Вилчі, 103 км на північ від Крайови, 113 км на південний захід від Брашова.

## Населення
За даними перепису населення 2002 року у селі проживали 656 осіб, усі — румуни. Усі жителі села рідною мовою назвали румунську.